# Yangaya
Yangaya är en klan i Liberia.   Den ligger i regionen Gbarpolu County, i den nordvästra delen av landet, 100 km norr om huvudstaden Monrovia.